# Lista de mâini de poker

Exemple de categorii de mâini de poker în ordine descrescătoare
• chintă roială
• careu (poker)
• ful
• culoare
• chintă
• brelan
• două perechi
• pereche
• carte

La jocul de poker jucătorii construiesc mâini de câte cinci cărți în conformitate cu reguli prestabilite ale jocului, care variază în funcție de ce variantă de poker este jucată. Aceste mâini sunt comparate folosind un sistem de clasificare, care este standard la toate variantele de poker. Jucătorul cu cel mai mare punctaj al mâinii câștigă runda în marea majoritate a variantelor de poker. În unele variante, pe de o parte cel mai mic punctaj poate atât câștiga cât și pierde.
Deși utilizate în principal în poker, aceste clasamente de mâini sunt, de asemenea, folosite și în alte câteva jocuri de cărți , dar și în poker-ul cu zaruri.
Un anumit clasament de mână  de poker, este crescut prin includerea mai multor cărți cu același punctaj, toate cele cinci cărți fiind de aceeași culoare , sau toate cele cinci cărți fiind de rang consecutiv. Clasamentul relativ a diferitelor categorii de mâini de poker se bazează pe probabilitatea de a fi la întâmplare servită o așa mână dintr-un pachet de cărți bine amestecat.

## Reguli generale
Următoarele norme se aplică clasamentului tuturor mâinilor de poker. În conformitate cu normele tipice există 7462 de ranguri distincte.
O mână constă întotdeauna din cinci cărți. În jocurile în cazul în care mai mult de cinci cărți sunt disponibile pentru fiecare jucător, combinația celor mai bune cinci cărți trebuie să fi jucată. Oricare cărți care nu sunt incluse în mână nu afectează rangul. De exemplu: daca jucătorul A deține 3♠  Q♦ și jucătorul B are 3♣  A♣ , și cinci cărți 4♣  5♦  6♦  7♠ 10♥ sunt disponibile ambilor jucători, aceștia dețin la fel 3-4-5-6-7 chintă, în ciuda faptului că Asul jucătorului B este mai mare decât dama jucătorului A.
Cărțile individuale sunt clasificate în A (as - cea mai mare) K, Q, J, 10, 9, 8, 7, 6, 5, 4, 3, 2 (cea mai mică). Așii pot apărea ca și carte mică (ca și cum ar avea valoare de "1"), atunci când fac parte din mâna de chintă A-2-3-4-5, sau chintă de culoare. În variante de poker de la A la 5 și de la A la 6 ca mână de poker mică, asul joacă numai drept carte mică și numai drept carte mare în doi-la-șapte ca mână de poker mică (lowball). Rândurile individuale de cărți sunt folosite pentru a clasifica mâinile, care sunt în categoria aceluiași rang.
Cărțile de aceeași culoare, suitele , sunt utilizate pentru a determina dacă o mână formează culoare sau chintă de culoare . În cele mai multe variante, suitele nu au o valoare asociată, și nu joacă niciun rol în determinarea clasamentului la o mână de poker. Uneori, un clasament numit carte mare de culoare este utilizată pentru selectarea la întâmplare a unui jucător pentru a servi cărțile pentru runda respectivă (dealer). Cărțile de culoare mici, de obicei determină jucătorul mai bine să renunțe' la acestea, să le arunce înapoi crupierului, în diferitele stiluri de jocuri de poker.
Mâinile de poker sunt clasificate în primul rând pe categorii, apoi pe cărți individuale; chiar și cea mai mică mână care se califică într-o anumită categorie învinge toate mâinile din toate categoriile inferioare acesteia.  De exemplu: 2♦  2♠  3♦  3♣  4♠ , mâna de două perechi de cărți cu valorile cele mai mici, învinge toate mâinile cu doar o singură pereche  sau carte mare, (cum ar fi A♠  A♦  K♦  Q♥  J♣ ). Doar între două mâini din aceeași categorie se utilizează valoarea cărților pentru a face departajarea.
O mână de poker are același rang indiferent de ordinea servirii lor de către crupier. Deci o mână aranjată astfel 10♠  8♦  10♦  6♣  10♣  este același lucru cu o mână aranjată așa 10♣  10♦  10♠  8♦  6♣ , chiar dacă în prima mână cele trei cărți de același fel nu ies imediat în evidență.
Dacă există mai multe mâini de același rang la etalare, potul este împărțit în mod egal între jucătorii câștigători. În cazul în care potul de împărțit creează fracțiuni (fise impare), prima mână în sensul acelor de ceasornic de la dealer primește fisele.
Există 311 875 200 de moduri (5 - permutări) de a fi servite cinci cărți dintr-un pachet de 52 de cărți de joc, dar pentru că ordinea cărților nu contează, sunt 5!=120 5-permutări pentru o anumită mănă, astfel încât există doar:
{\displaystyle {52 \choose 5}={\frac {52!}{5!(52-5)!}}={\frac {52!}{5!47!}}={\frac {52\times 51\times 50\times 49\times 48}{5!}}=2{,}598{,}960} .

## Categorii de mâini de poker

### Chintă de culoare
O chintă de culoare este o mână care conține cinci cărți în ordine, toate de aceeași culoare, cum ar fi Q♣  J♣  10♣  9♣  8♣ (o mână care îndeplinește cerința de a fi o chintă și o culoare). Două astfel de mâini sunt comparate în funcție de cartea cu valoarea cea mai mare. Așii pot juca rolul cărții mici în chinte și chinte de culoare: 5♦  4♦  3♦  2♦  A♦ este o chintă de culoare, cu 5 cartea cea mai mare, în limba engleză având și denumirea de „steel wheel”. Un As carte mare - chintă de culoare ca A♦  K♦  Q♦  J♦  10♦ este cunoscută  ca o „chintă roială” (sau „chintă regală”,) și este cel mai înalt rang de mână standard de poker.
Există 40 de posibilități de a face chintă de culoare, incluzând și cele 4 chinte roiale. Probabilitatea de a fi servită o astfel de combinație la o rundă este de {\displaystyle {\frac {4\cdot 10}{2\,598\,960}}\approx 0,0015\,\%.}

### Patru de un fel
Patru de un fel, de asemenea cunoscut sub numele de careu, este o mână de poker cum ar fi 9♣  9♠  9♦  9♥  J♥ , care conține toate cele patru cărțile de aceeași valoare, precum și orice altă carte (fără pereche). Careurile cu cărți de rang superior le înving pe cele inferioare în clasament. În jocuri de cărți în colectiv (cum ar fi Texas Holdem), sau pentru jocuri cu metacaractere este posibil ca doi sau mai mulți jucători să obțină același careu, în acest caz, cartea fără pereche să are rolul de decident, astfel mâna de 7♣  7♠  7♦  7♥  J♥ învinge mâna 7♣  7♠  7♦  7♥  10♣ . Dacă două mâini au aceeași decident, potul este împărțit în două părți egale.
Există 642 de mâini de poker de careu posibile, incluzând și 4 de aceeași culoare; iar probabilitatea de a fi servită o astfel de combinație la o rundă este de {\displaystyle {\frac {C_{13}^{1}\cdot C_{4}^{4}\cdot C_{48}^{1}}{C_{52}^{5}}}={\frac {13\cdot 1\cdot 48}{2\,598\,960}}\approx 0,024\,\%.}

### Ful
Un ful (din engleză full house - casă plină), este o mână, cum ar fi 3♣  3♠  3♦  6♣  6♥ , care conține trei cărți de o valoare și alte două cărți de o altă valoare. Între două mâini de ful, mâna care conține cele trei cărți cu valoare mai mare câștigă, astfel 7♠  7♥  7♦  4♠  4♣ învinge 6♠  6♥  6♦  A♠  A♣ . Dacă două mâini au aceleași trei cărți, câștigă mâna cu perechea de două cărți mai mare, astfel încât 5♥  5♦  5♠  Q♥  Q♣ învinge 5♣  5♦  5♠  J♠  J♦ . Fulurile sunt descrise ca „ful de [cele trei] cu [cele două]”; mâna de Q♣  Q♦  Q♠  9♥ 9♣ ar putea fi descrisă ca „ful de dame cu nouari”, sau pur și simplu „ful de dame”.
Există 3744 de posibilități de mâini de poker de fuluri; iar probabilitatea de a fi servită o astfel de combinație la o rundă este de {\displaystyle {\frac {C_{13}^{1}C_{4}^{3}\cdot C_{12}^{1}C_{4}^{2}}{2\,598\,960}}={\frac {13\cdot 4\times 12\cdot 6}{2\,598\,960}}\approx 0,14\,\%} .

### Culoare
O culoare este o mână de poker, cum ar fi Q♣  10♣  7♣  6♣  4♣ , unde toate cele cinci cărți sunt de aceeași culoare, dar nu în succesiune. Două mâini de culoare sunt comparate ca și cum acestea ar fi mâini de carte mare; cea mai mare carte din fiecare clasament este comparată pentru a determina câștigătorul. Dacă ambele mâini au aceeași carte cea mai mare, este comparată a doua cea mai mare carte din fiecare mână, și așa mai departe până când se constată o diferență. Dacă cele două mâini de culoare conțin aceleași cinci rânduri de cărți, ele împart potul, iar culorile cărților nu sunt folosite pentru a le diferenția.
Culorile sunt descrise de către cea mai mare carte a lor, la fel ca în „culoare de damă” pentru a descrie Q♦  9♦  7♦  4♦  3♦ . Dacă valoarea celei de-a doua carte este importanta, poate fi de asemenea, inclusa și o mână de K♠  10♠  5♠  3♠  2♠ , care este un „culoare de rigă și decar”, sau doar un „rigă și decar de culoare”, în timp ce mâna de K♥  Q♥  9♥  5♥  4♥ este un „culoare de rigă și damă”. În jocuri de cărți în colectiv cea mai mare carte de culoare, poate fi una care este utilizată de mai mulți jucători, caz în care mâna de culoare poate fi descrisă de cea mai mare carte nefiind în comun. Într-un joc cu cărțile de pe masă A♣ 10♣ 6♣ 2♣ , un jucător care deține cărțile Q♣ J♦ va avea o mână „culoare de damă”, pe când un alt jucător care are cărțile K♣ 10♠ deține o mână „culoare de rigă”; ambii jucători folosindu-se de As ca și carte mare.
Există 5148 de posibilități de mâini de culoare, dintre care 40 sunt și chintă de culoare. Probabilitatea de a fi servită o astfel de combinație la o rundă este de {\displaystyle {\frac {4\cdot C_{13}^{5}-40}{2\,598\,960}}={\frac {4\cdot 1\,287-40}{2\,598\,960}}={\frac {5\,108}{2\,598\,960}}\approx 0,20\,\%.}

### Chintă
O chintă este o mână de poker cum ar fi Q♣  J♠  10♠  9♥  8♥ , care conține cinci cărți cu valori consecutive în cel puțin două culori diferite. Două mâini de chintă sunt clasificate prin compararea a celei mai mari cărți din fiecare mână. Două chinte cu aceeași carte mare sunt de valoare egală, culorile cărților nefiind folosite pentru a le deosebi.
Chintele sunt descrise de către cea mai mare carte a lor, ca în „chintă de decar” pentru mâna de cărți 10♣  9♦  8♥  7♣  6♠ .
O mână, cum ar fi A♣  K♣  Q♦  J♠  10♠ este un As de chintă (cunoscută în limba engleză și sub numele de Broadway, și se clasează deasupra unei „chinte de rigă”, cum ar fi  K♥  Q♠  J♥  10♥  9♣ . Asul poate fi, de asemenea, jucat ca o carte mică (având o valoare de "1"), într-o Chintă de cinci, cum ar fi 5♠  4♦  3♦  2♠  A♥. Asul nu poate fi jucat atât ca și carte mare, cât și carte mică în același timp; 3♠  2♦  A♥  K♠  Q♣ nu este o chintă.
Există 10240 de posibilități de mâini de chintă, dintre care 40 sunt și chinte de culoare, iar probabilitatea de a fi servită o astfel de combinație la o rundă este de {\displaystyle {\frac {10\cdot 4^{5}-40}{2\,598\,960}}={\frac {10\,200}{2\,598\,960}}\approx 0,39\,\%.}